# Estilo persa
O estilo persa ( nova língua persa : شیوه معماری پارسی) é um estilo de arquitetura (" sabk ") definido por Mohammad Karim Pirnia ao classificar a história do desenvolvimento arquitetónico persa/iraniano. Embora a arquitetura Médica e Aqueménida se enquadrem nesta classificação, a arquitetura pré-aqueménida também é estudada como uma subclasse desta categoria. 
Este estilo de arquitetura floresceu a partir do século VIII a.C. desde a época do Império Medo, passando pelo Império Aqueménida, até a chegada de Alexandre, o Grande, no século III a.C. 